# Klementyna Stattler
Klementyna Stattler(ówna), ps. „Klima” (ur. 14 lipca 1878, zm. 10 stycznia 1957 w Warszawie) – polska poetka, nauczycielka, działaczka niepodległościowa i oświatowa.

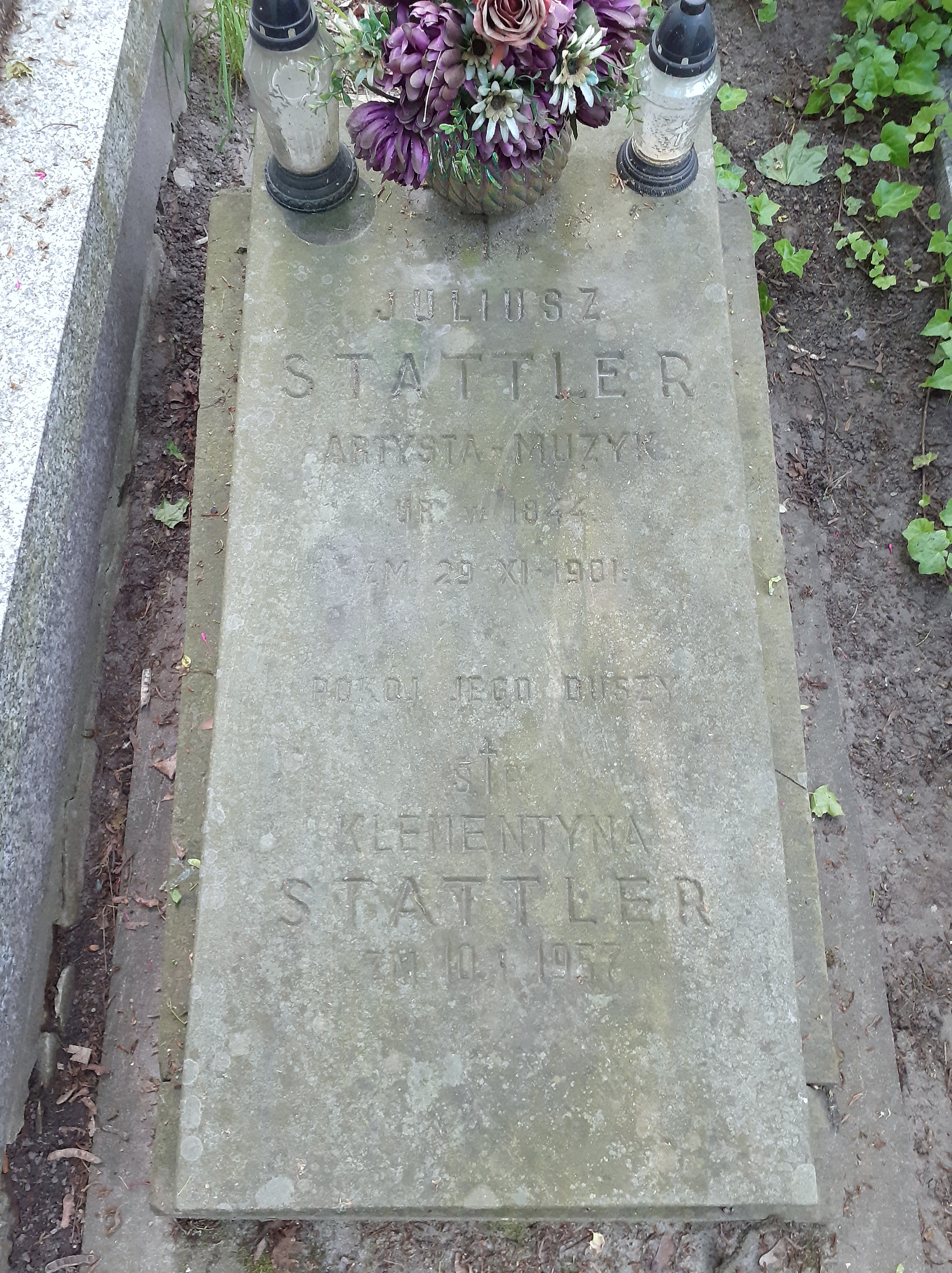
Grobowiec Juliusza i Klementyny Stattlerów

## Życiorys
Urodziła się 14 lipca 1878. Pochodziła z rodziny o artystycznych tradycjach. Była wnuczką malarza Wojciecha Stattlera (1800–1875) i pochodzącej z Rzymu Klementyny z Colonna-Zerbonich (zm. 1897 w wieku 89 lat), córką muzyka Juliusza Stattlera (1844–1901) i Cecylii z Lesslów (1852–1911) oraz bratanicą rzeźbiarza Henryka Stattlera (1834–1877). Siostra Heleny (1875–1955) i Marii (1880–1944), rzeźbiarki, żony Janusza Jędrzejewicza.
Była poetką. W okresie zaborów została nauczycielką i działaczką Związku Nauczycielstwa Polskiego.
Podczas I wojny światowej pod pseudonimem „Klima” służyła w intendenturze Legionów Polskich oraz w szpitalu dla chorych na gruźlicę w Zakopanem w całym okresie jego działalności do 20 listopada 1915 (leczyli się w nim legioniści, służyła w nim też Helena Stattler ps. „Stasińska”). Później od stycznia 1916 działała w Polskiej Organizacji Wojskowej.
Po odzyskaniu przez Polskę niepodległości w okresie II Rzeczypospolitej pozostawała nauczycielką. Pełniła funkcję wiceprezesa Związku Polskiego Nauczycielstwa Szkół Powszechnych w Warszawie. Została udziałowcem założonego w 1924 Powszechnego Uniwersytetu Korespondencyjnego. Była członkiem Instytutu Oświaty Dorosłych.
3 maja 1928 została odznaczona Krzyżem Kawalerskim Orderu Odrodzenia Polski.
Podczas II wojny światowej mieszkała w Warszawie razem z siostrami i siostrzeńcem Juliuszem Czesławem Jędrzejewiczem (1916–1943).
Zmarła 10 stycznia 1957. Została pochowana w grobowcu swojego ojca na cmentarzu Powązkowskim w Warszawie (kwatera 265-5-25).